# Philautus namdaphaensis
Philautus namdaphaensis är en groddjursart som beskrevs av Anurup Kumar Sarkar och Pranabes Sanyal 1985. Philautus namdaphaensis ingår i släktet Philautus och familjen trädgrodor. IUCN kategoriserar arten globalt som otillräckligt studerad. Inga underarter finns listade i Catalogue of Life.